# Americké účetnictví
Americké účetnictví je jedním ze způsobů vedení podvojného účetnictví v tabulkové formě. Přestože vzniklo v 18. století ve Francii, od 19. století bývalo označováno jako účetnictví francouzsko-americké nebo americké. Pojmenování tohoto systému nesouviselo s původem vzniku, ale výraz „americké“ měl vyjadřovat, že je tento způsob účtování praktický. Poprvé se název americké účetnictví objevuje ve Francii v roce 1852 a v Německu v roce 1874.

## Původ amerického účetnictví
S myšlenkou zapisovat účetní případy ve tvaru tabulky přišel poprvé Edmond Degrange ve spise La tenue des Livres rendue facile z roku 1793, ovšem vlastní popis tabulkového účetnictví provedl až ve spise Supplement a la Tenue des Livres rendue facile v roce 1804. Někdy je myšlenka tabulkového účetnictví připisována tzv. cinquecontistům, kteří pro vedení účetnictví používali pět účtů odpovídajících účtům popisovaným Degrangem. Za prvního známého cinquecontistu je považován Lodovico Flori, žijící na počátku 17. století.

## Popis účetních knih
Základem účetní evidence je tabulkový deník obsahující kromě sloupců pro datum (Dates) a popis (Journal) účetního případu 7 dvousloupců se stranami Má dáti (Débit) a Dal (Crédit):
- 5 dvousloupců pro hlavní účty, jimiž byly:
  - Zboží všeho druhu
  - Peníze
  - Cenné papíry k inkasování
  - Cenné papíry k placení
  - Zisky a ztráty
- 1 dvousloupec pro zvláštní účty (zúčtování obchodních partnerů)
- 1 dvousloupec pro celkový součet debetů a kreditů.[5]

Podle Degrangea přinášel systém mimo jiné následující výhody:
1. Okamžité zjištění výsledku hospodaření u každé transakce
2. Snadné odhalení chybných zápisů
3. Úspora času odpadnutím zkoušek správnosti účtování[5]

## Význam amerického účetnictví
Ve své době bylo americké účetnictví populární, do konce 19. století byl Degrangeův spis vydán více než třicetkrát - 30. vydání vyšlo v roce 1880, poslední vydání potom v roce 1896. Ještě v 1. polovině 20. století se používalo v úpravách jiných autorů. Nejznámějšími byly Rückovo americké účetnictví z roku 1891 a Ruhfusovo zlepšené americké účetnictví z 20. let 20. století.